# Биюк-Исар
Бию́к-Иса́р (укр. Біюк-Ісар, крымскотат. Büyük İsar, Буюк Исар) — скала на Южном берегу Крыма, к северу от посёлка Оползневое, и средневековая крепость. В X—XIII веках здесь существовало укрепленное поселение, в XIII веке на вершине скалы был построен феодальный замок. Решениями Крымского облисполкома № 595 от 5 сентября 1969 года и № 16 от 15 января 1980 года (учётный № 484) убежище «Биюк-Исар» VIII—XV века объявлено историческим памятником регионального значения.

## Описание
Название в переводе с крымскотатарского языка означает «большая крепость» (büyük — большой, isar — крепость). Гора сложена известняковыми породами, высота горы 734 м. Укрепление располагалось на плоской вершине, наклонённой к северу и ограниченной почти со всех сторон обрывами — они, видимо, считались неприступными, поскольку следов каких-либо оборонительных сооружений не обнаружено. Внутри, на естественных террасах — развалины построек, в том числе небольшой церкви (2,7 на 4,7 м). Наибольшие размеры крепостной площадки 140 на 120 м, площадь верхнего поселения около 1 гектара. На западном склоне небольшая пещера, использовавшаяся для хранения и сбора воды. С севера и запада утёс с укреплением окружают скалы, проходы между которыми были закрыты сложенными насухо бутовыми стенами — огражденная территория (площадью около 4 гектаров) использовалась в средневековье в качестве загона для скота и убежища для окрестных жителей.

## История изучения
Первое описание составил Пётр Кеппен в 1837 году, правда, в саму крепость он попасть не смог
Тщетно я во время бури искал всхода на верх этой скалы, обращенной скатом на север и на вершине своей имеющей несколько деревьев. Вокруг нее я видел много черепков жженой глины, дребезги горшечные и куски черепицы… Отсюда на север, или лучше сказать на NNO, находится проезд через горы, называемый Эски-Богаз (старый проезд, котораго название дает повод думать, что здесь мог быть военный пост, для наблюдений над дорогою, ведущею с Южнаго берега через Яйлу, в Коккоз и Бакчисарай
В начале XX века В. Е. Данилевич, проводивший раскопки и исследования в округе Кекенеиза, просто упоминает Биюк-Исар со слов местных жителей. Николай Эрнст в статье 1935 года описал памятник, как неизученный и не посещаемый экскурсиями. Известное на сегодня научное описание укрепления принадлежит О. И. Домбровскому.
 
Существует версия, что замок был построен, как контролирующий торговую тропу на Яйлу через перевал Эски-Богаз и, затем, в Байдарскую и Бельбекскую долины. Во времена княжества Феодоро замок, якобы, обрёл особое значение, как пограничный с Капитанством Готия генуэзских колоний и как «противовес» генуэзскому укреплению Кучук-Исар на мысе Троицы.